# Яцек Гуральський
Яцек Гуральський (пол. Jacek Góralski, нар. 21 вересня 1992, Бидгощ) — польський футболіст, півзахисник клубу «Бохум».
Виступав, зокрема, за клуби «Вікторія» (Короново), «Вісла» (Плоцьк) та «Ягеллонія», а також національну збірну Польщі.

## Клубна кар'єра
Народився 21 вересня 1992 року в місті Бидгощ. Вихованець футбольної школи клубу «Завіша» (Бидгощ). Дорослу футбольну кар'єру розпочав 2010 року в основній команді того ж клубу. 
У 2011 році приєднався до клубу «Вікторія» (Короново). Згодом, у тому ж році уклав контракт з клубом «Вісла» (Плоцьк), у складі якого провів наступні чотири роки своєї кар'єри гравця. Більшість часу, проведеного у складі плоцької «Вісли», був основним гравцем команди.
З 2015 року два сезони захищав кольори команди клубу «Ягеллонія». Граючи у складі «Ягеллонії» також здебільшого виходив на поле в основному складі команди.
До складу клубу «Лудогорець» приєднався 2017 року. Станом на 27 квітня 2018 року відіграв за команду з міста Разграда 22 матчі в національному чемпіонаті.

## Виступи за збірну
У 2016 році дебютував в офіційних матчах у складі національної збірної Польщі.
| Дата       | Місто   | Господарі | Результат | Гості    | Турнір           | Голи | Примітки  |
| ---------- | ------- | --------- | --------- | -------- | ---------------- | ---- | --------- |
| 14-11-2016 | Вроцлав | Польща    | 1 – 1     | Словенія | товариський матч | -    | 61'       |
| 10-11-2017 | Варшава | Польща    | 0 – 0     | Уругвай  | товариський матч | -    | 70'       |
| 23-3-2018  | Вроцлав | Польща    | 0 – 1     | Нігерія  | товариський матч | -    | 18' - 48' |
| Усього     |         | Матчів    | 3         |          | Голів            | 0    |           |

## Досягнення
- Чемпіон Болгарії (2):

«Лудогорець»: 2017-18, 2018-19
- Володар Суперкубка Болгарії (2):

«Лудогорець»: 2018, 2019
- Чемпіон Казахстану (1):

«Кайрат»: 2020
- Володар Кубка Казахстану (1):

«Кайрат»: 2021